# Eva Grantová
Eva Grantová (nepřechýleně Eva Grant; 25. března 1925 – 22. ledna 2024) byla řecko-britská glamour fotografka tureckého původu, která pracovala v glamour průmyslu, kterému dominovali muži v 50. a na počátku 60. let 20. století. Pracovala a žila v Británii a proslavila se studiem aktů a svým kapesním časopisem Line and Form, který vycházel přes čtyřicet čísel.

## Životopis
Eva Grantová se narodila v Istanbulu v Turecku řeckým rodičům 25. března 1925. Rodina se vrátila do Řecka v roce 1930 a usadila se v Aténách, kde Eva strávila druhou světovou válku a období svého formování a dospívání.

## Život v Londýně
Ve dvaadvaceti letech se Grantová přestěhovala do Londýna a začala pracovat jako studentka oboru zdravotní sestry v Shenley Hospital, psychiatrické instituci v Hertfordshire. Svůj příjem si příležitostně doplňovala jako modelka plavek. Modeling jí připadal nudný a více se zajímala o dění za kamerou. Se svým prvním manželem Cyrilem Grantem si pronajala suterénní byt s temnou komorou a ateliérem pro amatérské fotografy. Brzy pořizovala vlastní fotografie a dostávala zakázky od britských a francouzských časopisů, jako byl Paris Hollywood.

## Kariéra
Grantová často pracovala s profesionálními aktovými modelkami, jako jsou Lorraine Burnett, June Palmer a Lee Sothern (aka Grace Jackson). V roce 1956 odešla do New Yorku; The Evening Standard přinesl příběh: "Fotografka Eva Grantová jede do New Yorku vyzbrojená stovkami obrázků krásných dívek, aby vzala Ameriku útokem." Její práce se poté pravidelně objevovaly v amerických fotografických časopisech, jako jsou ty publikované Fawcett a Whitestone: Glamour Photos, Camera Studies of Figure Beauty a Salon Photography. Jak její kariéra postupovala, začala pořádat přednášky o figurální fotografii. Její venkovní akty se často objevovaly v naturistickém magazínu Health & Efficiency. Jarní číslo časopisu Figure Annual z roku 1964 ji nazvalo „nejpřednější fotografkou ženských postav na světě“, zatímco britský fotografický tisk ji popsal jako „jednu z nejzkušenějších glamour fotografek v oboru“.
V polovině 60. let se rozkvět figurálních studií a nevinné glamour práce chýlil ke konci. V roce 1964 se Grantová vzdala fotografie a prodala svůj ateliér; krátce poté se jí narodilo čtvrté dítě.
Během 70. let se Grant stala turistickou průvodkyní pro London Tourist Board a pokračovala v tom až do 80. let.

## Stáří a smrt
Grantová se rozvedla se svým prvním manželem a vzala si lorda Hatche z Lusby, prominentního bojovníka proti apartheidu, který zemřel v roce 1992.
Grantová zemřela v Kew v Londýně dne 22. ledna 2024 ve věku 98 let.